# Marc Roca i Junqué
Marc Roca Junqué (La Granada, 26 de novembre de 1996) és un futbolista professional català que juga com a migcampista pel Reial Betis.
Va començar la seva carrera a l'Espanyol, jugant en 121 partits competitius i quatre temporades de La Lliga. L'octubre de 2020, va signar contracte amb el Bayern de Múnic.
És internacional amb la selecció catalana. Roca també va guanyar el Campionat d'Europa sub-21 de 2019 amb la selecció espanyola sub-21.

## Carrera professional
Va ingressar al planter del RCD Espanyol el 2008, amb 11 anys provenient de l'equip de futbol de la seva escola, on va estudiar des dels tres anys fins als divuit: L'Escola de futbol Montagut,de Vilafranca del Penedès.
En la seva etapa de juvenil,Marc Roca va renunciar una oferta del Futbol Club Barcelona, tot i que ja sabia que era del gust dels tècnics del Barça,volia ser lleial amb el seu club, que des de petit li havia donat aquesta oportunitat tant gran i volia defensar aquests colors i aquest escut com ningú.
El 24 d'agost de 2014, va debutar com a sènior amb el RCD Espanyol B, jugant com a titular en un empat 2–2 a casa contra el Lleida Esportiu, a la Segona Divisió B.
Va marcar el seu primer gol com a sènior el 17 de gener de 2015, fent el segon del seu equip en una derrota a casa per 2–3 contra la UE Olot. El 4 d'agost va renovar els eu contracte fins al 2017, i fou promogut definitivament a l'Espanyol B poc després.
El 26 d'agost de 2016, Roca va debutar amb el primer equip – i a La Liga – com a titular a casa contra el Màlaga CF.
Finalment,després de rebre ofertes del Real Madrid i del Bayer de Múnic, l'11 de novembre, va renovar el seu contracte fins al 2022, i fou definitivament promocionat al primer equip per la temporada 2017-18.
El setembre de 2018 el club va decidir assignar-li el dorsal número 21, un dorsal molt important pel club,degut al fet que cap altre jugador l'havia lluït des de la mort del capità Dani Jarque el 2009.

### Bayern de Múnic
El 4 d'octubre de 2020, Roca va firmar pel FC Bayern de Múnic un contracte de cinc anys. Va debutar-hi oficialment 11 dies després, en una derrota per 3–0 contra els amateurs 1. FC Düren en la primera ronda de la DFB-Pokal 2020-21. Va jugar el seu primer partit de la Bundesliga més tard aquell mes, entrant pel lesionat Serge Gnabry en una victòria per 2–1 a fora contra el 1. FC Köln.
Roca va jugar el seu primer partit en Lliga de Campions de la UEFA el 25 de novembre de 2020, essent titular, però posteriorment expulsat a mitja segona part, per dues grogues, en un partit que acabà en victòria per 3-1 contra l'FC Red Bull Salzburg en la fase de grups de la Lliga de Campions de la UEFA 2020–21. V jugar en total 11 partits en la seva primera temporada.
Roca va jugar una mica més la temporada 2021–22 en què l'equip va guanyar la lliga de nou, però va ser essencialment marginal.

### Leeds United
El 17 de juny de 2022, el Leeds United FC va anunciar la incorporació de Roca a partir de l'1 de juliol, després d'arribar a un acord amb el Bayern; va signar contracte per quatre anys, per 12,000,000 d'euros de traspàs, més variables. Va debutar a la Premier League el 6 d'agost, com a titular, en una victòria a casa per 2–1 contra el Wolverhampton Wanderers FC. Va marcar el seu primer gol un mes després, en una derrota per 5-2 a casa davant el Brentford FC.
Roca va tornar a Espanya l'estiu del 2023, cedit per una temporada al Reial Betis.

### Reial Betis
El 28 de juny de 2024, el Leeds United va anunciar el traspàs de Roca al Betis després d'una reeixida cessió d'un any.

## Internacional

### Catalunya
El 28 de desembre de 2016 va debutar com a titular amb la selecció catalana en el Trofeu Catalunya Internacional 2016, un partit contra la selecció de Tunísia que va acabar en empat 3 a 3 i finalment en victòria tunisenca a la tanda de penals.
El 29 de maig de 2024 va disputar amb la selecció catalana el partit contra el Panamà, que va acabar en un empat a 2, a l'Estadi de la Nova Creu Alta.
El 28 de maig de 2025 va disputar amb la selecció catalana el partit contra Costa Rica, en una victòria per 2 a 0 a l'Estadi Johan Cruyff.

### Espanya
També va ser convocat per la selecció espanyola de futbol per jugar l'Europeu-sub 21 l'any 2019 contra Itàlia, en el qual Marc Roca es va convertir en el millor migcampista del torneig i en una peça clau per aconseguir guanyar aquest campionat.

## Palmarès
Espanyol
- Segona Divisió: 2020–21[30]

Bayern de Múnic
- Bundesliga: 2020–21,[31] 2021–22[32]
- Campionat del Món de Clubs de futbol: 2020[33][34]

Selecció espanyola
- 1 Campionat d'Europa sub-21: 2019.